# اونشو ایشیزوکا
اونشو ایشیزوکا (انگلیسی: Unshō Ishizuka; ۱۶ مهٔ ۱۹۵۱ – ۱۳ اوت ۲۰۱۸) بازیگر، صداپیشه، و کارگردان نمایش اهل ژاپن بود.
از فیلم‌ها یا برنامه‌های تلویزیونی که وی در آن نقش داشته‌است می‌توان به مبارز خیابانی ۲: فیلم پویانمایی اشاره کرد.